# انتونگن (شهرستان اوستروف ویلکوپولسکی)
انتونگن (شهرستان اوستروف ویلکوپولسکی) (به لهستانی:  Antonin) یک روستا در لهستان است که در گمینا پژگوجتسه واقع شده‌است. انتونگن ۴۷۰ نفر جمعیت دارد.